# Oriental (Maroko)
Oriental (arapski: الجهة الشرقية) je jedna od 16 regija Maroka i nalazi se na sjeveru kraljevine. U području regije živi 1,918,094 stanovnika (stanje po popisu iz 2004. godine), na površini od 82.900 km2. Glavni grad je Oujda.

## Administrativna podjela
Regija se sastoji od sljedećih provincija:
- Berkane
- Figuig
- Jerada
- Nador
- Oujda-Angad
- Taourirt

## Gradovi
Veći gradovi u regiji su:
- Al Aâroui
- Aklim
- Beni Ansar
- Berkane
- Bouarfa
- Driouch
- El Aioun Sidi Mellouk
- Jerada
- Nador
- Taourirt
- Zaio
- Zegzel

## Demografija
| 1 768 691                                     | 1 918 094 | 1 958 418 |
| 1994, 2004 : službeni popis ; 2007: procjena; |           |           |